# Viola curicoensis
Viola curicoensis är en violväxtart som beskrevs av Wilhelm Becker. Viola curicoensis ingår i släktet violer, och familjen violväxter. Inga underarter finns listade i Catalogue of Life.